# Джордж Гілл (баскетболіст)
Джордж Джесс Гілл-мол. (англ. George Jesse Hill Jr.; нар. 4 травня 1986) року — американський професійний баскетболіст. Виступає за клуб НБА «Мілвокі Бакс» під 3 номером. Грає на позиції захисника.

## Кар'єра в НБА
Гілла було обрано на драфті 2008 року під 26 номером клубом «Сан-Антоніо Сперс». Гілл дебютував у НБА 4 листопада 2008 року у грі проти «Даллас Маверікс». Ця гра була третьою у сезоні для «Сперс»; перші дві Гілл пропустив через травму. За 15 хвилин на майданчику Джордж набрав 11 очок, 1 перехоплення та 1 результативну передачу.
У середньому протягом свого першого сезону в НБА Гілл набирав 5.7 очок, 2.1 підбирань та 1.8 результативних передач за гру.
У другому сезоні в НБА Гілл покращив свої показники. Середній час перебування на майданчику за гру зріс з 16.5 до 29.2 хвилин. Середня результативність зросла більш як удвічі: з 5.7 очок за гру до 12.4 очок за гру. Також варто відзначити, що Гілл протягом сезону 43 рази виходив у стартовій п'ятірці (у сезоні 2008-09 років — лише 7 разів).
28 березня 2011 року Гілл встановив особистий рекорд результативності в НБА — 30 очок за гру. 
Влітку 2011 року Гілла продали до «Пейсерз».

### Статистика кар'єри в НБА

#### Регулярний сезон
| Сезон   | Команда           | GP  | GS  | MPG  | FG%  | 3P%  | FT%  | RPG | APG | SPG | BPG | PPG  |
| ------- | ----------------- | --- | --- | ---- | ---- | ---- | ---- | --- | --- | --- | --- | ---- |
| 2008–09 | Сан-Антоніо Сперс | 77  | 7   | 16.5 | .403 | .329 | .781 | 2.1 | 1.8 | .6  | .3  | 5.7  |
| 2009–10 | Сан-Антоніо Сперс | 78  | 43  | 29.2 | .478 | .399 | .772 | 2.6 | 2.9 | .9  | .3  | 12.4 |
| 2010–11 | Сан-Антоніо Сперс | 76  | 5   | 28.3 | .453 | .377 | .863 | 2.6 | 2.5 | .9  | .3  | 11.6 |
| 2011–12 | Індіана Пейсерз   | 50  | 9   | 25.5 | .442 | .367 | .778 | 3.0 | 2.9 | .8  | .3  | 9.6  |
| 2012–13 | Індіана Пейсерз   | 76  | 76  | 34.5 | .443 | .368 | .817 | 3.7 | 4.7 | 1.1 | .3  | 14.2 |
| 2013–14 | Індіана Пейсерз   | 76  | 76  | 32.0 | .442 | .365 | .807 | 3.7 | 3.5 | 1.0 | .3  | 10.3 |
| 2014–15 | Індіана Пейсерз   | 43  | 36  | 29.5 | .477 | .358 | .790 | 4.2 | 5.1 | 1.0 | .3  | 16.1 |
| 2015–16 | Індіана Пейсерз   | 74  | 73  | 34.1 | .441 | .406 | .760 | 4.0 | 3.5 | 1.1 | .2  | 12.1 |
| Кар'єра | Кар'єра           | 550 | 325 | 28.8 | .450 | .376 | .802 | 3.2 | 3.3 | .9  | .3  | 11.3 |

#### Плей-оф
| Сезон   | Команда           | GP | GS | MPG  | FG%  | 3P%  | FT%  | RPG | APG | SPG | BPG | PPG  |
| ------- | ----------------- | -- | -- | ---- | ---- | ---- | ---- | --- | --- | --- | --- | ---- |
| 2009    | Сан-Антоніо Сперс | 4  | 0  | 19.0 | .333 | .375 | .857 | 2.0 | .5  | .5  | .3  | 5.8  |
| 2010    | Сан-Антоніо Сперс | 10 | 8  | 34.4 | .451 | .379 | .838 | 3.1 | .7  | 1.0 | .2  | 13.4 |
| 2011    | Сан-Антоніо Сперс | 6  | 1  | 31.5 | .400 | .267 | .867 | 5.0 | 2.3 | 1.5 | .3  | 11.7 |
| 2012    | Індіана Пейсерз   | 11 | 11 | 31.5 | .448 | .375 | .848 | 2.3 | 2.9 | 1.2 | .3  | 13.5 |
| 2013    | Індіана Пейсерз   | 18 | 18 | 38.1 | .401 | .358 | .829 | 3.7 | 4.3 | 1.2 | .2  | 14.6 |
| 2014    | Індіана Пейсерз   | 19 | 19 | 36.2 | .444 | .364 | .721 | 3.7 | 3.0 | 1.2 | .2  | 12.1 |
| 2016    | Індіана Пейсерз   | 7  | 7  | 33.6 | .561 | .481 | .818 | 2.7 | 2.1 | .9  | .1  | 13.6 |
| Кар'єра | Кар'єра           | 75 | 64 | 34.2 | .436 | .371 | .814 | 3.3 | 2.7 | 1.1 | .2  | 12.8 |